# Lago Sproat
Il lago Sproat, intitolato all'imprenditore e funzionario coloniale Gilbert Malcolm Sproat, è un lago nella parte centrale dell'Isola di Vancouver. Era noto con il nome di Kleecoot (che significa "spalancato") dalle popolazioni indigene locali fino a quando non venne rinominato in onore di Sproat nel 1864 da Robert Brown, che conduceva una spediazione esplorativa dell'isola.

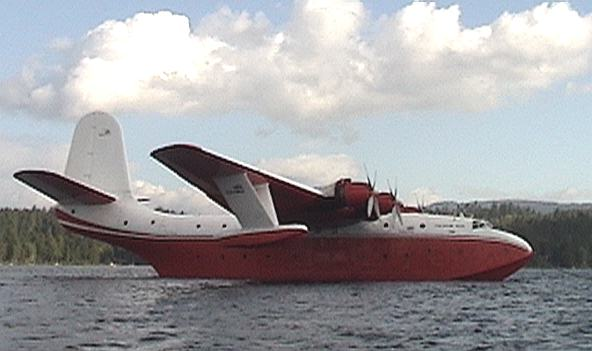
Un aereo antincendio di tipo JRM Mars, il Philippine Mars ("whitetail"), 1º febbraio 2005

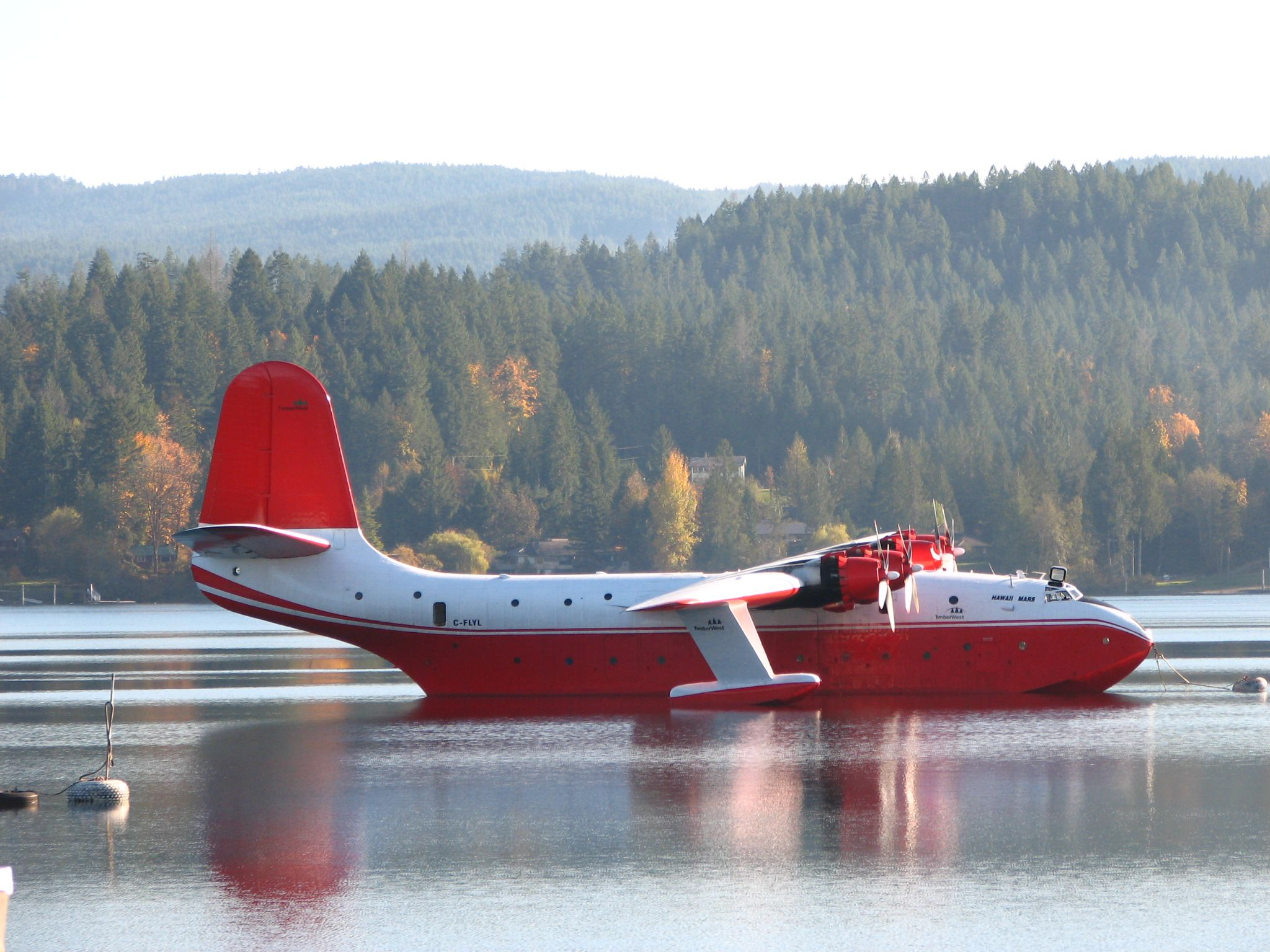
LHawaii Mars ("redtail"), 30 luglio 2009

Di forma approssimativamente a croce con quattro braccia, è lungo oltre 25 chilometri, ma ha 300 chilometri di costa. Luogo in cui si trovano gli ultimi aerei antincendio di tipo JRM Mars e vicino a Port Alberni, il lago Sproat è una popolare meta di vacanze estive per la Alberni Valley. La British Columbia Highway 4 corre lungo la sua panoramica sponda Nord.

## Parchi
Oltre a numerose residenze sul lago, il lago ha tre parchi provinciali sulle sue rive: parco provinciale del Lago Sproat, Taylor Arm Provincial Park  e Fossli Provincial Park.

## Dati archeologici
Anche se il lago Sproat è più conosciuto per essere un luogo di vacanza, è noto alla maggior parte degli archeologi come un sito lasciato da antichi popoli risalenti a non prima dell'11.000 a.C. L'arco e la freccia hanno raggiunto la regione all'inizio del periodo tra il 750 e il 100 a.C.. L'incisione rupestre K’ak’awin può rappresentare una creatura del mare mitica o attuale dai tempi antichi.